# Albert De Cleyn
Albert De Cleyn (Malinas, 28 de junio de 1917 - Ibídem, 13 de marzo de 1990) fue un futbolista y entrenador belga que jugaba en la demarcación de delantero.

## Biografía
Debutó como futbolista en 1933 a los 16 años de edad con el RKV Malinas. Llegó a ser el máximo goleador de la Primera División de Bélgica en las temporadas 1941/1942 y 1945/1946 con 34 y 40 goles respectivamente. También ganó la Primera División de Bélgica en 1943, 1946 y en 1948. Se retiró como futbolista en 1955, momento en el que se hizo cargo del club donde jugó durante toda su carrera deportiva por dos temporadas. Además es hasta la fecha el máximo goleador de la historia de la liga belga con un total de 377 goles.
Falleció el 13 de marzo de 1990 en Malinas a los 72 años de edad.

## Selección nacional
Jugó un total de 12 partidos con la selección de fútbol de Bélgica entre 1946 y 1948. Hizo su debut con la selección el 19 de enero de 1946 en un partido amistoso que acabó por 2-0 contra Inglaterra.

## Clubes

### Como futbolista
| Club        | País    | Año         | Partidos | Goles |
| ----------- | ------- | ----------- | -------- | ----- |
| RKV Malinas | Bélgica | 1933 - 1955 | 488      | 377   |

### Como entrenador
| Club        | País    | Año         |
| ----------- | ------- | ----------- |
| RKV Malinas | Bélgica | 1955 - 1957 |

## Palmarés

### Campeonatos nacionales
| Título                      | Club        | País    | Año  |
| --------------------------- | ----------- | ------- | ---- |
| Primera División de Bélgica | RKV Malinas | Bélgica | 1943 |
| Primera División de Bélgica | RKV Malinas | Bélgica | 1946 |
| Primera División de Bélgica | RKV Malinas | Bélgica | 1948 |

### Distinciones individuales
| Distinción                                  | Año  |
| ------------------------------------------- | ---- |
| Máximo goleador de la Liga Belga (34 goles) | 1942 |
| Máximo goleador de la Liga Belga (40 goles) | 1946 |

### Récords
- Máximo goleador histórico de la Primera División de Bélgica con 377 goles.